# De Molensteen

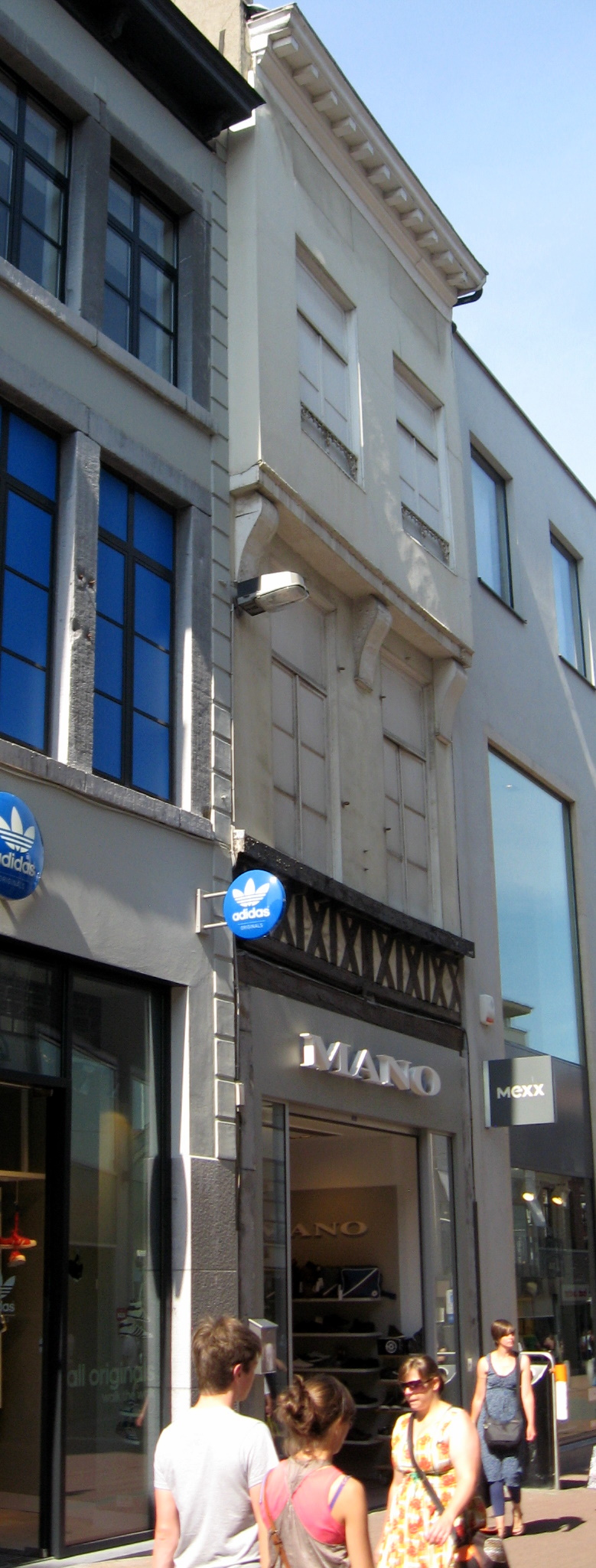
De Molensteen

De Molensteen is de naam van een huis aan de Hoogstraat 26 te Hasselt.

## Geschiedenis
Van de 16e tot de 18e eeuw was dit pand in gebruik als herberg. In 1793 werd het een notarishuis. Begin 20e eeuw kwam er een apotheek in het huis en ook daarna bleef er een winkel in het pand gehuisvest, waardoor de benedenverdieping sterk gewijzigd werd. De kern van het huis is echter 16e-eeuws.
De voorgevel, oorspronkelijk in vakwerkbouw, werd later geheel bepleisterd en geschilderd. Na een restauratie kwam een klein deel van het oorspronkelijke vakwerk weer tevoorschijn.
In 1980 werd het huis geklasseerd als monument.